# Manta alfredi
Manta (Mobula) alfredi (лат.) — вид скатов из рода мант семейства орляковых. Представители подсемейства Mobulinae, к которому относятся манты, являются единственными позвоночными животными, имеющими три пары функционирующих конечностей. Это один из самых крупных скатов: ширина тела отдельных особей достигает 5,5 м (в среднем 3—3,5 метра).
Широко распространены в тропических и субтропических водах Индийского и Тихого океанов на широтах 32° с. ш. — 34° ю. ш. и долготах 30° в. д. — 134° з. д. Есть единичные данные об их присутствии в восточной Атлантике. В восточной части Тихого океана и в западной Атлантике не встречаются. В отличие от гигантских морских дьяволов Manta alfredi чаще попадаются в прибрежной зоне, вблизи коралловых рифов и островных групп, и реже совершают миграции, хотя способны преодолеть расстояние свыше 500 км. 
Грудные плавники этих скатов срастаются с головой, образуя ромбовидный диск, ширина которого превышает длину. Передняя часть грудных плавников преобразована в так называемые головные плавники.
Manta alfredi питаются зоопланктоном, отфильтровывая его из воды. Подобно прочим хвостоколообразным манты размножаются яйцеживорождением. Эмбрионы развиваются в утробе матери, питаясь желтком и гистотрофом. Manta alfredi часто приплывают к коралловым рифам в местах скопления рыб и ракообразных, питающихся паразитами, от которых страдают эти скаты. Иногда, подобно китам, они по неизвестным причинам совершают прыжки над водой. Эти скаты страдают от загрязнения окружающей среды, попадаются в качестве прилова и являются объектом целевого промысла. В международных водах они находятся под защитой Боннской конвенции. Представляют интерес для экотуризма. Могут содержаться в неволе, но для них необходим резервуар очень большого объёма.

## Таксономия
Таксономическая история рода Manta наиболее недостоверна и запутана среди когда-либо живших хрящевых рыб. Ранее род считали монотипическим, но с 2009 года в нём выделяют два вида: Manta birostris и Manta alfredi. Выделение видов проведено на основании следующих показателей: форма и расположение пятен на дисках, окраска рта и нижней поверхности диска, ряд морфометрических и меристических характеристик, форма и расположение зубов, размер при созревании и общие размеры. Существуют как чёрные, так и белые цветовые морфы. Иногда мант путают с мобулами. В 2017 году было опубликовано филогенетическое исследование мант, по результатам которого род Manta стал младшим синонимом Mobula. Новый вид был назван в честь принца Альфреда, Герцога Эдинбургского (1844—1900), который посетил Сидней во время поимки «королевской рыбы» (1868) и позировал с ней для фотографии. 

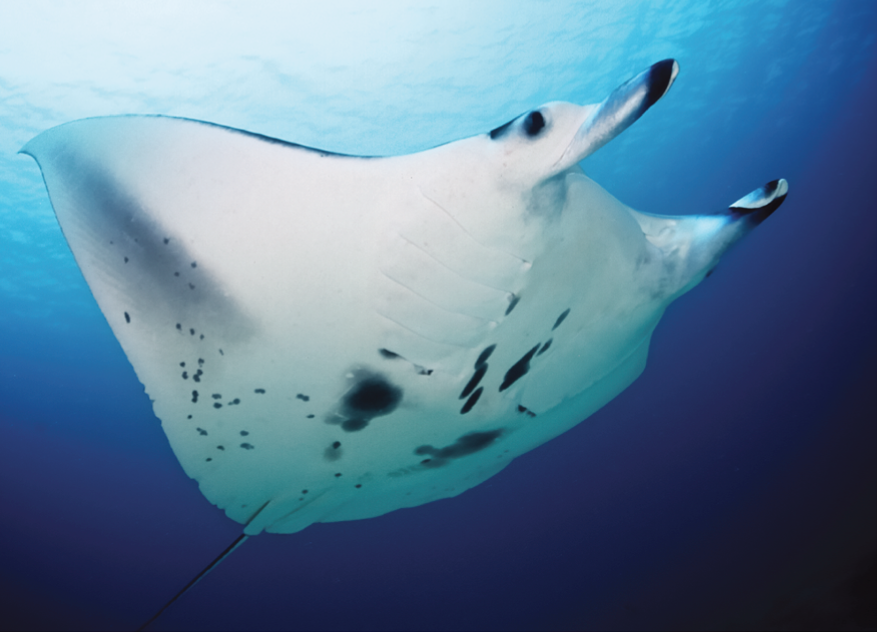
Во время движения манты сворачивают головные плавники

## Ареал и среда обитания
Manta alfredi широко, но фрагментарно распространены в тропических и субтропических Тихого, Атлантического и Индийского океанов. В западной части Индийского океана этот вид мант распространён от Синайского полуострова, Красное море, до Дурбана, ЮАР, а в восточной — от Таиланда до Перта, Австралия. Они образуют массовые скопления в определённых местах на Гавайских и Мальдивских островах, в водах Французской Полинезии, Фиджи, Индонезии, Мозамбика, Австралии, Микронезии и Филиппин. В северной части Атлантики они попадаются у Канарских островов и Кабо-Верде, единственным подтверждением присутствия этих рыб у берегов Сенегала являются фотографии, сделанные в 1958 году.
В ходе кормления, размножения и чистки от паразитов Manta alfredi часто образуют стаи до 50 особей. Они населяют богатые планктоном прибрежные воды. В целом численность отдельных субпопуляций этого вида меньше по сравнению с гигантскими морскими дьяволами (менее 1000 особей) и в некоторых местах она сильно колеблется в зависимости от сезона. Субпопуляции между собой практически не пересекаются. Вероятно, для них характерна привязанность к индивидуальному участку обитания. При этом наблюдения в водах Австралии, Японии и Мозамбика показали, что они способны совершать миграции на расстояния свыше 500 км, проплывая в день 70 км.

## Описание
Огромные грудные плавники Manta alfredi вместе с головой образуют диск ромбовидной формы, ширина которого примерно в 2,2—2,4 раза больше длины и у крупных особей достигает 5,5 м, хотя в среднем не превышает 3—3,5 м. Представители этого подсемейства являются единственными позвоночными животными, имеющими три пары функционирующих конечностей.
Передняя часть грудных плавников преобразована в так называемые головные плавники. Длина головных плавников в 2 раза превышает ширину их основания. На движении Manta alfredi обычно сворачивают головные плавники по спирали в виде «рожек», а во время кормления расправляют и с их помощью направляют поток воды с планктоном в рот. Длина тонкого хвоста составляет примерно 123 % от длины диска. У мант рот очень широкий. В отличие от других представителей подсемейства, в том числе мобул, с которыми манты очень похожи, он расположен на фронтальном крае головы, а не внизу. Глаза и брызгальца находятся по бокам головы, а 5 пар жаберных щелей по пять с каждой стороны — на нижней стороне головы. У основания хвоста есть маленький спинной плавник. В отличие от мобул у мант шип на хвосте отсутствует. На нижней челюсти мелкие заострённые зубчики выстроены в 6—8 рядов, протяжённость которых составляет около 22 % длины диска. На каждом ряду имеется 142—182 зубчика, общее количество колеблется от 900 до 1500.

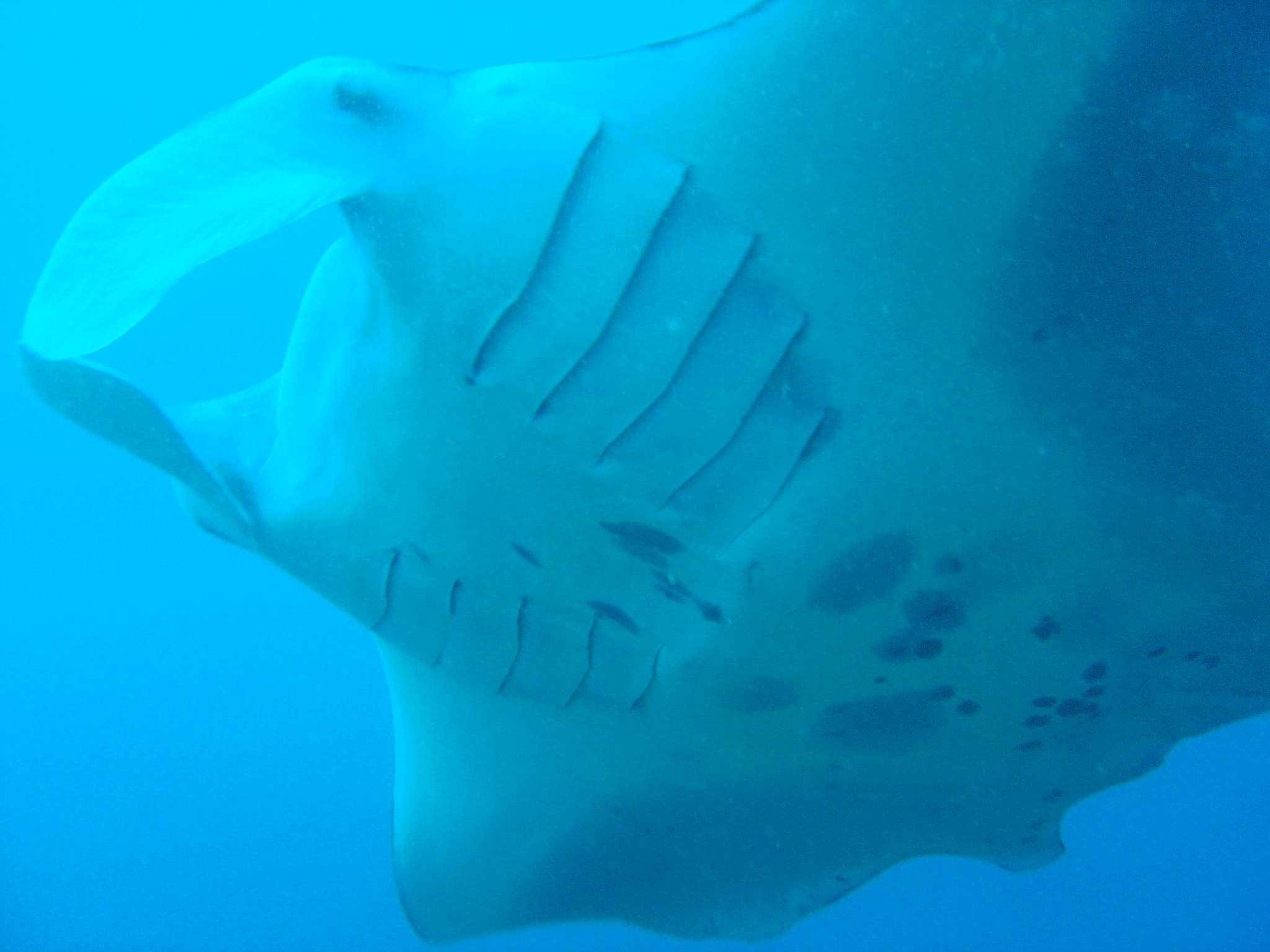
Характерные продолговатые отметины в жаберной области отличают Manta alfredi от гигантских морских дьяволов

Дорсальная поверхность диска тёмно-серая, тёмно-коричневая или чёрная, брюшная поверхность светлая. В районе головы иногда имеются размытые светлые пятна, иногда формирующие фон для тёмной буквы Y. Между жаберными щелями на вентральной поверхности часто присутствуют чёрные точки или продолговатые отметины. Область рта бледная. Некоторые особи почти целиком чёрные за исключением ярко-белого пятна на нижней стороне диска. Выступ у основания хвоста отсутствует. Каждая особь имеет уникальную окраску тела, что позволяет идентифицировать их по фотографиям, которые сохраняются в специальной базе данных. На обеих поверхностях диска разбросаны бляшки конической или гребневидной формы.

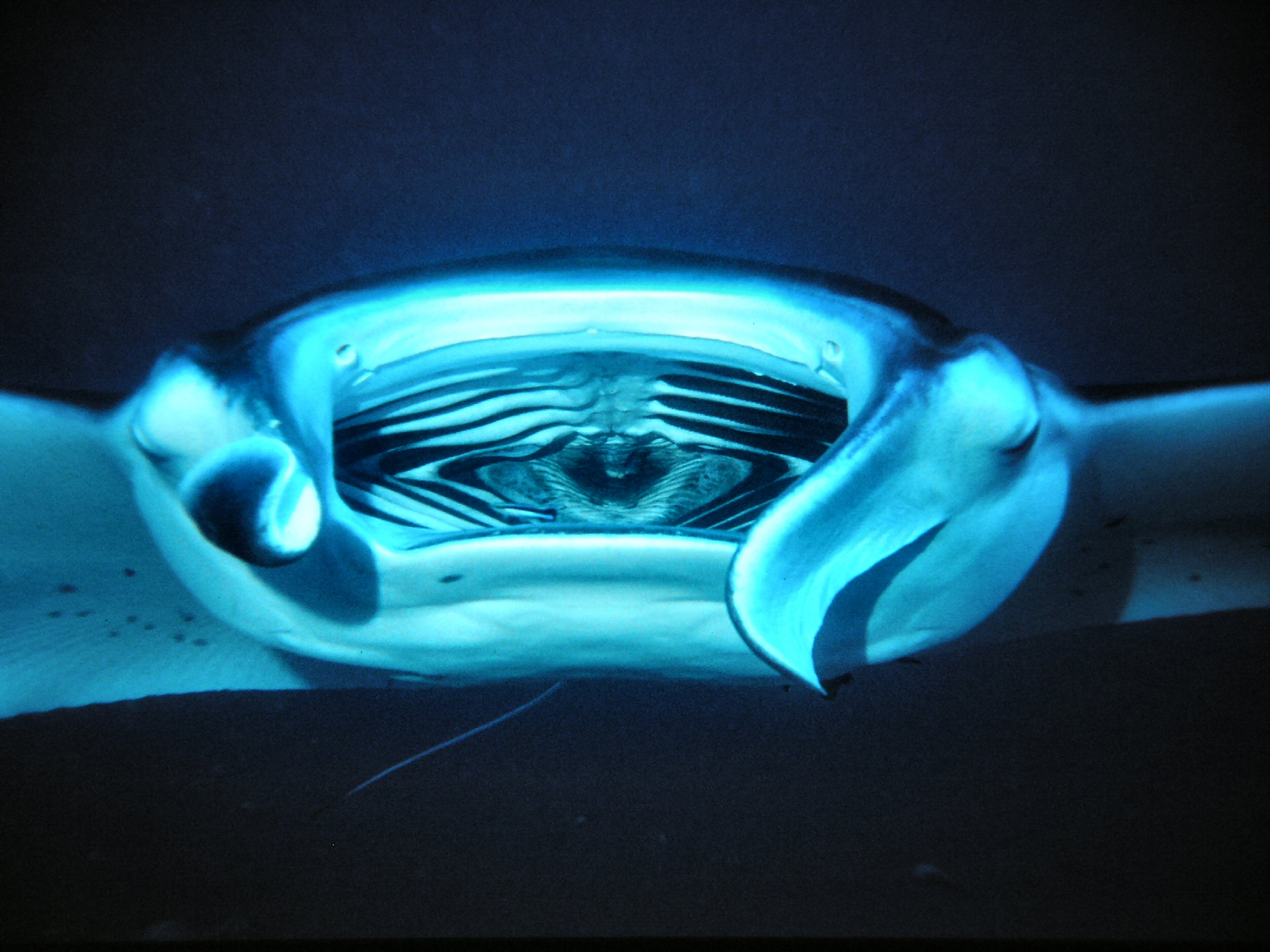
У Manta alfredi в отличие от гигантского морского дьявола ротовая полость светлая

### Внешние различия между гигантскими морскими дьяволами иManta alfredi
| Характеристика                                          | Manta birostris | Manta alfredi                                                                               |
| ------------------------------------------------------- | --- | ------------------------------------------------------------------------------------------- |
| Средняя ширина диска                                    | 4—5 м | 3—3,5 м                                                                                     |
| Шишка у основания хвоста позади спинного плавника       | Да | Нет                                                                                         |
| Тёмые отметины на вентральной поверхности диска         | Точки (чаще в абдоминальной области), окантовка каудальных краёв                                                            | Полоски (чаще в жаберной области), точки вдоль каудальных краёв                             |
| Окраска внутренней поверхности рта и головных плавников | Часто тёмная | Часто бледная                                                                               |
| Светлые отметины на дорсальной поверхности диска        | Зеркальный рисунок в виде крюков, развёрнутых к головным плавникам, образующий фон для тёмной буквы «Т» с чёткими границами | Форма отметин разнообразная, их границы зачастую размыты, образуют фон для тёмной буквы «Y» |

## Биология
Manta alfredi плавают, взмахивая грудными плавниками, как крыльями. В открытом море они двигаются с постоянной скоростью по прямой, а у берега часто греются на поверхности воды или лениво кружат. Встречаются как поодиночке, так и группами, насчитывающими свыше 50 особей. 
По типу питания Manta alfredi являются фильтраторами. Фильтрующий механизм представляет собой губчатые пластинки розовато-коричневого цвета, расположенные между жаберными дугами. Основу рациона составляет зоопланктон и личинки рыб. Могут питаться мелкими рыбами. Манты преодолевают огромные расстояния в поисках пищи, постоянно следуя за перемещением планктона. Они находят пищу полагаясь на зрение и обоняние. Кормясь, манты медленно плавают вокруг своей добычи, уплотняя её в ком, а затем ускоряются и проплывают с открытым ртом через скопление организмов. Головные плавники, обычно свёрнутые по спирали в трубочку, во время кормления разворачиваются. Ими скаты направляют пищу в рот. При наличии исключительно большой концентрации пищи манты способны, наподобие акул, впадать в пищевое безумие.
На мантах паразитируют веслоногие рачки Anthosoma crassum, Entepherus laminipes, Eudactylina diabolophila, Nemesis sp. и Lepeophtheirus acutus. Чтобы избавиться от внешних паразитов манты приплывают в места обитания чистильщиков — рыб и креветок. Чаще всего это происходит во время прилива. Благодаря крупным размерам у мант мало врагов в дикой природе, на них могут напасть только крупные акулы, такие как тигровая акула, гигантская акула-молот и тупорылая акула, а также косатки и малые косатки.

## Размножение
Подобно прочим хвостоколообразных Manta alfredi размножаются яйцеживорождением. Оплодотворение внутреннее. Самки достигают половой зрелости в возрасте 8—10 лет. У берегов Мозамбика самцы созревают при ширине диска около 3 м, а самки — 4 м. В водах Мальдивских островов эти манты становятся половозрелыми при меньших размерах — 2,5 и 3 м соответственно. Самый молодой из демонстрирующих брачное поведение самцов был в возрасте 6 лет.

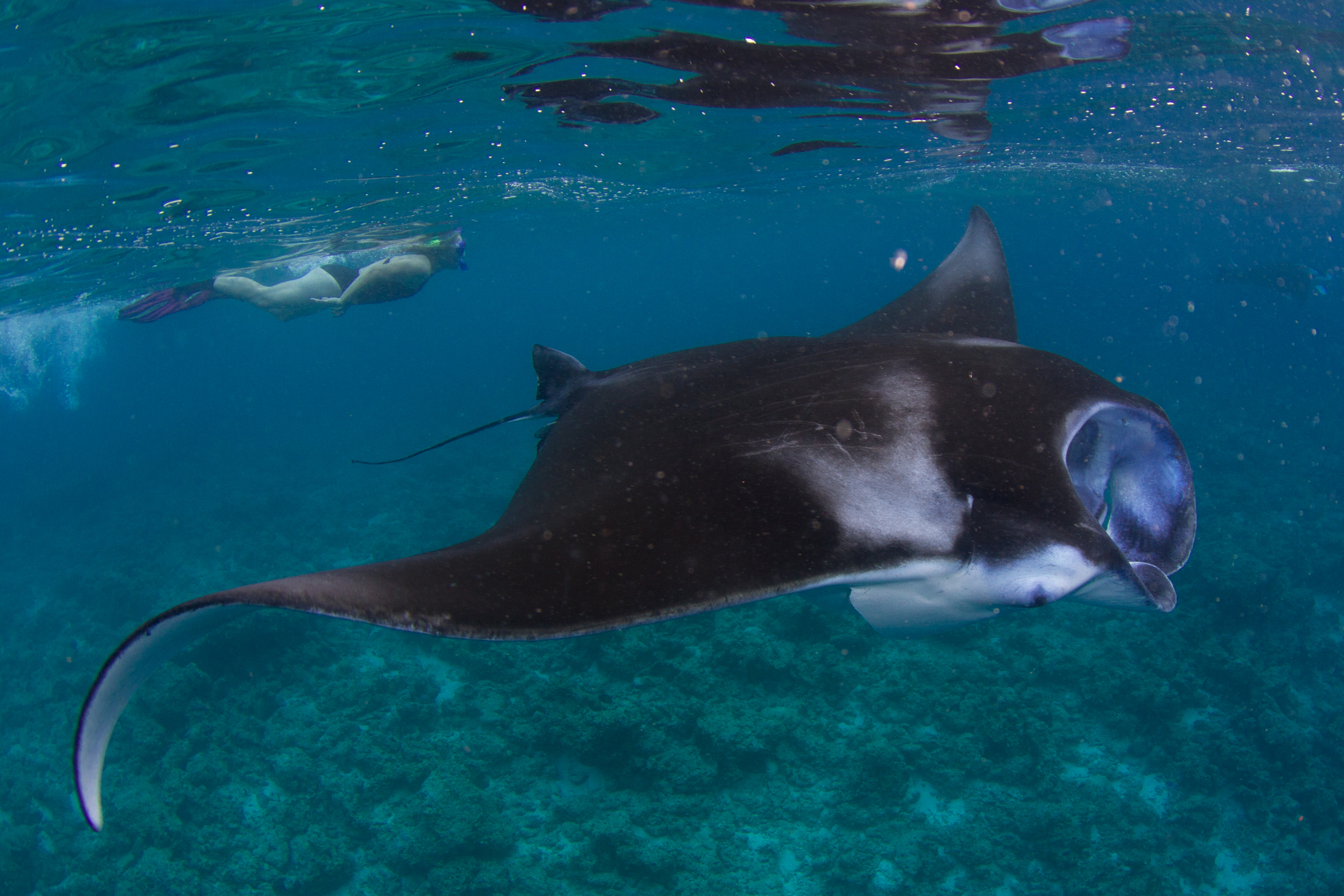
Крупные и безобидные манты являются привлекательным объектом для экотуризма

В течение нескольких лет с 2007 по 2010 самец с диском шириной 350 см, содержащийся в неволе с мая 1992 года, и самка с диском шириной 420 см, в неволе с августа 1998 года, размножались в океанариуме Окинавы, Япония. Впервые совокупление произошло в ёмкости 34х27х10 м 8 июня 2006 года. Самец начал ухаживать за самкой в марте того года, пик ухаживаний пришёлся на период с мая по сентябрь. Через 374 дня после спаривания 16 июня 2007 года родилась самочка с диском шириной 190 см, весом 68,5 кг, которая через несколько дней умерла. Вероятной причиной смерти было нападение самца. Вскоре после родов пара снова совокупилась и через год произвела на свет самца (ширина диска 182 см). Новорождённый был переведён в смежный с открытым морем загон. В тот же день (17 июня 2008 года) произошло очередное спаривание. В 2009 году родилась самка с диском шириной 192 см, весом 70 кг, а в 2010 году появился очередной новорождённый шириной 182 см и весом 66 кг. 
Продолжительность жизни оценивается в 31 год, а согласно некоторым источникам они способны дожить до 50 лет.

## Взаимодействие с человеком
Вид не представляет опасности для человека. Ранее верили, что манты могут напасть на ныряльщика, обняв сверху своими плавниками-крыльями и раздавив насмерть; бытовали и поверья о том, что скат может проглотить человека.
Из-за очень большого размера содержание мант в неволе могут позволить себе только самые крупные океанариумы. В начале XXI века во всём мире было пять океанариумов, где экспонировались манты: океанариум Джорджии; океанариум на о. Окинава, Япония; аквариум «Атлантис» на Багамских островах; океанариумы в Валенсии, Испания и в Лиссабоне (2002—2007 гг.). Только в одном океанариуме регулярно получают потомство от самки, содержащейся в неволе.

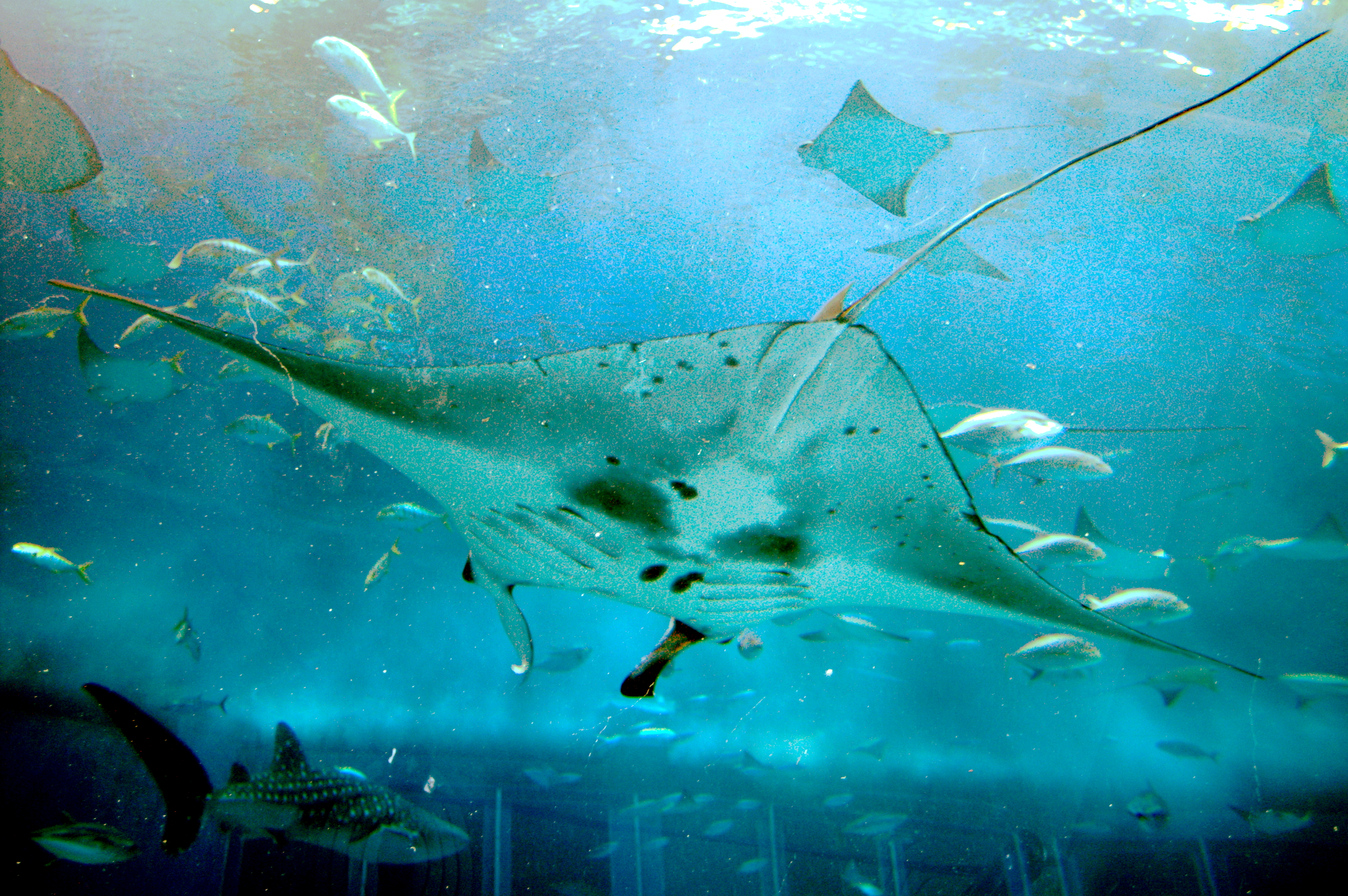
Манта в океанариуме Окинавы

Манты являются объектом целевого промысла, а также попадаются в качестве прилова. Длительный цикл воспроизводства, крупный размер, медлительность и тенденция собираться в группы в хорошо известных местах делает их очень уязвимыми. В последнее время возрос спрос на жаберные тычинки этих рыб, которые пользуются спросом в китайской медицине. Помимо рыболовства мантам угрожает ухудшение условий среды обитания. Международный союз охраны природы присвоил этому виду  охранный статус «Уязвимый». В июне 1995 года на Мальдивских островах был введён запрет на экспорт сувенирной и прочей продукции из скатов, а в 2009 году две акватории страны этой были объявлены морскими заповедниками. В 2009 году Гавайи стали первым американским штатом, в котором промысел мант был запрещён. В 2010 году в Эквадоре принят закон, запрещающий любой промысел (целевой или в качестве прилова) и дальнейшая продажа всех видов скатов.

### Манты в культуре
- Морской епископ — мифическое существо, прототипом которого, вероятно, послужила манта[23].
- «Акванавты» — советский фантастический фильм 1979 года, снятый по одноимённой повести российского фантаста Сергея Павлова, в которой одна из героинь представлена в виде разумной манты (в повести вместо мант фигурируют гигантские кальмары).